# Qualidade alimentar
Qualidade alimentar é o conjunto de avaliações de aspecto, cor, paladar, valor biológico, compostos orgânicos desejáveis e compostos inorgânicos indesejáveis, representando tudo aquilo que vale a pena ser incorporado num alimento para que o mesmo preencha suas funções alimentares e por extensão, valores chamados medicinais, pois devem disponibilizar elementos vitais necessários para preencher todas as funções biológicas dos homens, sem contudo levar componentes perigosos a saúde humana, sendo que as principais doenças da atualidade são decorrentes dos péssimos hábitos alimentares das pessoas que cada vez mais dão menos importância a uma alimentação saudável preferindo sempre a praticidade dos alimentos industrializados que geralmente são recheados de componentes que não acrescentam beneficio nenhum a saúde humana e sim a deficiência de vários nutrientes indispensável a nutrição humana com isso o que vemos a cada dia é um número maior de pessoas que sofrem com a obesidade e de doenças cardíacas.
A análise atual dos alimentos passa por um período de definição, pois além dos seus valores químicos e bioquímicos, apresenta-se a necessidade da análise da existência ou não da transgenia, visto que até hoje, não se definiu ainda, se alimentos transgênicos fazem ou não mal ao ser humano, e portanto certos países ainda não os aceitam para consumo.

## Característicasorganolépticasdo peixe fresco
Para aferir da frescura do peixe, algumas das características que se podem verificar, são as seguintes:
- Odor, o cheiro deve ser suave e a maresia, não pode apresentar um cheiro demasiado intenso ou a amoníaco;

- Cor da pele, brilhante e viva, sem descoloração, não pode ser baça, nem as escamas se desprendem facilmente;

- Aspectos dos olhos, devem ser salientes, com a córnea transparente e a pupila negra brilhante, não podem apresentarem-se côncavos, com a pupila acinzentada e com a córnea opaca;

- Aspecto das guelras, dever ser avermelhadas, brilhantes e sem muco, não podem ser amareladas e com muco leitoso;

- Consistência, a carne deve ser firme e elástica, não pode ser mole e sem resiliência.

- As fezes tem que ser roxa ou verdes

## Descongelar peixe
O peixe ao ser descongelado é aparentemente igual ao fresco. As diferenças notam-se depois de cozinhado,já que a congelação do peixe provoca alterações nas células e o processo de descongelar pode potenciar essas alterações.
Por isso se o peixe é para cozer não o descongele ou se for peixe pequeno como sardinha ou linguado para qualquer tipo de cozinhado não é preciso descongelar. Se não é esse o caso então se possível e tiver tempo descongele na parte inferior do frigorífico. Se for necessário descongelar mais rapidamente coloque-o ainda dentro do saco em que foi congelado, em água fria.
Mas sobretudo não descongelar em lugares quentes.